# Número de Grassmann
En física matemática, un número de Grassmann, llamado así en nombre de Hermann Grassmann, (también llamado número anticonmutante o número c anticonmutante) es una construcción matemática que permite una representación integral de camino de campo fermiónicos. Una colección de variables de Grassmann {\displaystyle \theta _{i}} son elementos independientes de un álgebra que contiene los números reales que anticonmutan uno con el otro pero conmutan con números ordinarios {\displaystyle x}:
{\displaystyle \theta _{i}\theta _{j}=-\theta _{j}\theta _{i}\qquad \theta _{i}x=x\theta _{i}.}
En particular, el cuadrado de los generadores se anula:
{\displaystyle (\theta _{i})^{2}=0\,}, ya que {\displaystyle \theta _{i}\theta _{i}=-\theta _{i}\theta _{i}.}
Para reproducir la integral de camino de un campo de Fermi, la definición de Grassmann requiere tener las siguientes propiedades:
- linealidad

{\displaystyle \int \,[af(\theta )+bg(\theta )]\,d\theta =a\int \,f(\theta )\,d\theta +b\int \,g(\theta )\,d\theta }
- satisfacer la fórmula de integración parcial

{\displaystyle \int \left[{\frac {\partial }{\partial \theta }}f(\theta )\right]\,d\theta =0.}
De esta forma, las siguientes reglas para la integración de una cantidad de Grassmann son:
{\displaystyle \int \,1\,d\theta =0}
{\displaystyle \int \,\theta \,d\theta =1.}
Por lo tanto, concluimos que las operaciones de la integración y la diferenciación de un número de Grassmann son idénticas.
En la formulación de integral de camino de la teoría cuántica de campos la siguiente integral de Gauss de cantidades de Grassmann es necesaria para campos fermiónicos anticonmutantes:
{\displaystyle \int \exp \left[\theta ^{T}A\eta \right]\,d\theta \,d\eta =\det A}
con A siendo una matriz de N × N.
El álgebra generada por un conjunto de números de Grassmann es conocido como un álgebra de Grassmann. El álgebra de Grassmann generada por n números de Grassmann linealmente independientes tiene dimensión 2n .
Los Álgebra de Grassmann son ejemplos prototípicos de álgebras superconmutativas. Estos son álgebras con una descomposición en variables pares e impares, que satisfacen una versión graduada de conmutatividad (en particular, elementos impares anticonmutan).

## Álgebra exterior
El álgebra de Grassmann es el álgebra exterior del espacio vectorial abarcado por los generadores. El álgebra exterior se define independiente de la elección de base.

## Representaciones de la matriz
Los números de Grassmann siempre pueden ser representados por matrices. Consideremos, por ejemplo, el álgebra de Grassmann generada por dos números de Grassmann {\displaystyle \theta _{1}} y {\displaystyle \theta _{2}}. Estos números de Grassmann pueden ser representados por matrices 4×4:
{\displaystyle \theta _{1}={\begin{bmatrix}0&0&0&0\\1&0&0&0\\0&0&0&0\\0&0&1&0\\\end{bmatrix}}\qquad \theta _{2}={\begin{bmatrix}0&0&0&0\\0&0&0&0\\1&0&0&0\\0&-1&0&0\\\end{bmatrix}}\qquad \theta _{1}\theta _{2}=-\theta _{2}\theta _{1}={\begin{bmatrix}0&0&0&0\\0&0&0&0\\0&0&0&0\\1&0&0&0\\\end{bmatrix}}.}
En general, un álgebra de Grassmann de n generadores puede ser representado por 2n  ×2n  matrices cuadradas. Físicamente, estas matrices pueden considerarse como operadores de escalera actuando en un espacio de Hilbert de n fermiones idénticos en el número base de ocupación. Dado que el número de ocupación para cada fermión es 0 o 1, hay 2n posible de estados base. Matemáticamente, estas matrices pueden interpretarse como los operadores lineales correspondientes a la multiplicación exterior izquierda en el álgebra de Grassmann por sí mismo.

## Aplicaciones
En teoría cuántica de campos, los números de Grassmann son los "análogos clásicos" de los operadores anticonmutantes. Se utilizan para definir la integral de caminos de campos fermiónicos. Para ello es necesario definir integrales sobre las variables de Grassmann, conocidas como integrales de Berezin.
Los números de Grassmann también son importantes para la definición de supervariedades (o superespacio) donde sirven como "coordenadas anticonmutantes".